# Хребтовская
Хребтовская — деревня в Вельском районе Архангельской области. Входит в состав муниципального образования «Верхнеустькулойское». Имеет местное неофициальное название Маурино.

## География
Деревня расположена в южной части Архангельской области, в таёжной зоне, в пределах северной части Русской равнины, в 46 километрах на юго-восток от города Вельска, на правом берегу реки Кулой притока Ваги. Ближайшие населённые пункты: на западе, на противоположенном берегу реки, деревня Лаптевская.
Часовой пояс
Хребтовская, как и вся Архангельская область, находится в часовой зоне МСК (московское время). Смещение применяемого времени относительно UTC составляет +3:00.

## Население
| 2002 | 2010 | 2012 | 2014 |
| ---- | ---- | ---- | ---- |
| 32   | ↘24  | ↗28  | ↗30  |

## История
Указана в «Списке населённых мест по сведениям 1859 года» в составе Вельского уезда(2-го стана) Вологодской губернии под номером «2609» как «Хребтовская(Миурино)». Насчитывала 9 дворов, 28 жителей мужского пола и 36 женского. 
В материалах оценочно-статистического исследования земель Вельского уезда упомянуто, что в 1900 году в административном отношении деревня входила в состав Лиходиевского сельского общества Кулойско-Покровской волости. На момент переписи в селении Хребтовское(Маурино) находилось 14 хозяйств, в которых проживало 62 жителя мужского пола и 48 женского.
В деревне находилась часовня, приписанная к приходу Лиходиевской Воскресенской церкви.